# Вежаю (приток Выми)
Вежаю — река в России, течёт по территории Княжпогостского и Усть-Цилемского районов Республики Коми. Устье реки находится на высоте 146 м над уровнем моря в 401 км по правому берегу реки Вымь. Длина реки составляет 48 км.

## Данные водного реестра
По данным государственного водного реестра России относится к Двинско-Печорскому бассейновому округу, водохозяйственный участок реки — Вычегда от города Сыктывкар и до устья, речной подбассейн реки — Вычегда. Речной бассейн реки — Северная Двина.
Код объекта в государственном водном реестре — 03020200212103000020657.